# Xingtai
Xingtai is een stad in de gelijknamige prefectuur in het zuiden van de noordoostelijke provincie Hebei, Volksrepubliek China. Xingtai grenst in het noorden aan Shijiazhuang en Hengshui, in het zuiden aan Handan, en de provincies Shandong en Shanxi in het oosten.
Bij de volkstelling van 2020 had de stad 1.480.754 inwoners, de gehele prefectuur had 7.111.106 inwoners.
Xintai is China's belangrijkste bron van steenkool. Er bevindt zich ook een grote vlakstaalfabriek van de Delong Steel Group.